# آرلینگتون (نیویوک)
آرلینگتون (به انگلیسی: Arlington) یک منطقهٔ مسکونی در ایالات متحده آمریکا است که در نیویورک واقع شده‌است. آرلینگتون ۱٫۷۳ کیلومتر مربع مساحت و ۴٬۰۶۱ نفر جمعیت دارد و ۵۷ متر بالاتر از سطح دریا واقع شده‌است.